# Brevipalpus oreopanacis
Brevipalpus oreopanacis är en spindeldjursart som beskrevs av De Leon 1960. Brevipalpus oreopanacis ingår i släktet Brevipalpus och familjen Tenuipalpidae. Inga underarter finns listade.